# Maline (Travnik)
Pour les articles homonymes, voir Maline.
Maline (en cyrillique : Малине) est un village de Bosnie-Herzégovine. Il est situé dans la municipalité de Travnik, dans le canton de Bosnie centrale et dans la fédération de Bosnie-et-Herzégovine. Selon les premiers résultats du recensement bosnien de 2013, il compte 1 158 habitants.

## Démographie

### Évolution historique de la population dans la localité
| 1948 | 1953 | 1961  | 1971  | 1981  | 1991  | 2013  |
| ---- | ---- | ----- | ----- | ----- | ----- | ----- |
| -    | -    | 1 039 | 1 208 | 1 370 | 1 483 | 1 158 |

|  |

### Communauté locale
En 1991, la communauté locale de Maline comptait 2 205 habitants, répartis de la manière suivante :